# Уилландра
Озёрный район Уилландра — объект Всемирного наследия ЮНЕСКО № 167. Район занимает площадь 2 400 квадратных километров, в юго-западной части Нового Южного Уэльса в Австралии. Часть области (около 10 %) занимает национальный парк «Мунго».

## География
Все озёра (5 больших и 14 малых) — пересохшие, сформировавшиеся более 2 млн лет назад, покрыты солончаковой растительностью. Также в области представлены уникальные лунные полупустынные ландшафты. Встречаются эвкалиптовые редколесья.

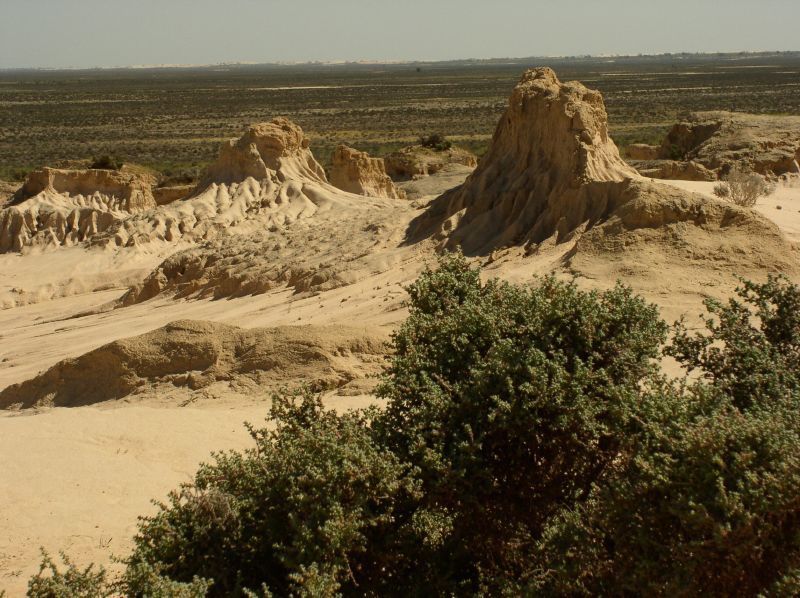
Озеро Мунго

## Археология и палеонтология
Область уникальна палеонтологическими находками времени плейстоцена, а также находками свидетельств человеческой цивилизации возрастом 40000-60000 лет. В 1968 году в дюнах озера Мунго были найдены останки кремированной женщины. В 1974 году недалеко от находки было найдено мужское захоронение. Считаются древнейшими остатками человеческой деятельности, найденными в Австралии.